# Нехворощанская сельская община
Нехворощанская сельская община (укр. Нехворощанська сільська громада) — территориальная община в Полтавском районе Полтавской области Украины. Административный центр — село Нехвороща.
Образована 9 ноября 2017 года путем объединения Ливенского, Маячковского, Нехворощанского, Соколово-Балковского и Шедиевского сельских советов Новосанжарского района.

## Населенные пункты
В состав общины входят 10 сел: Андреевка, Бурты, Губаревка, Ливенское, Маячка, Нехвороща, Рекуновка, Светловщина, Соколова Балка и Шедиево.